# Die Berge, die sind meine Heimat
Die Berge, die sind meine Heimat lautet der Kehrvers eines Tonfilmschlagers, den Rolf Marbot unter dem süddeutsch-alpin klingenden Künstlernamen Toni Birkhofer für den Skisportfilm Der weiße Rausch geschrieben hat. Den Text dazu dichtete Bert Reisfeld unter dem Pseudonym Hanns Reimar.
Der Film von Arnold Fanck, bei dem Leni Riefenstahl als „Ski-baby“ mitspielte, hatte im Dezember 1931 Premiere und kam 1932 in die deutschen Kinos.
- Kehrreim:

Die Berge die san meine Heimt

Da fühl ich mich froh wie zu Haus,

Drum zieh ich auch Sommer und Winter

Vergnügt in die Berge hinaus.

Das Leben erscheint doch viel schöner

Da droben in sonniger Höh’:

Wir singen ein fröhliches Lied, juchhe

Vom Echo da schallt es zurück.

Ja wer in die Berge nur zieht, juchhe

Der braucht weiter gar nichts zum Glück.
Die Melodie klingt an das von dem Ski- und Bergsteigerpionier Otto Sirl 1906 nach einem Pfrontner Volkslied geschriebene populäre Lied „Der Winter, der is ma ned z'wider“ mit dem Kehrreim „Zwoa Brettl'n, a g'führiger Schnee“ an, das auch auf Liedpostkarten verbreitet wurde.
Das Tiroler Gesangs-Duo Toni Meindl und Hans Lessmann, von dem auch noch weitere „süddeutsche Aufnahmen“ bekannt geworden sind, sang das Walzerlied, begleitet von einem Blas-Orchester unter der Leitung von Carl Woitschach, im Oktober 1932 auf die Grammophonplatte.

## Tondokumente
- Die Berge, die sind meine Heimat. Walzerlied aus dem Aafa-Tonfilm der Henry R. Sokal-Produktion „Der weiße Rausch. Neue Wunder des Schneeschuhs“[9] (Musik Toni Birkhofer, Text Hannes Reimar): Toni Meindl & Hans Lessmann mit Blas-Orchester. Gloria G.O. 10 427 b (Matr. Bi 949), aufgen. Berlin, 28. Oktober 1932[10]

Das Lied wurde auch noch von anderen Interpreten gecovert:
- Die Berge, die sind meine Heimat. Walzerlied a.d. Tonfilm “Der weiße Rausch” (Birkhofer/Reimar) Tanz-Orchester Fredy Pitt. Refrain: Heinz Günther. Triumph 21 705 (mx. 10 108), aufgen. Berlin 1932[11]

- Die Berge, die sind meine Heimat. Walzerlied a.d. Tonfilm “Der weiße Rausch”. Musik von Toni Birkhofer, Text von Hannes Reimar. Jazz-Orchester Jack Presburg. Refraingesang: Eric Satory. Orchestrola Nr. 3435 (mx. C.807)[12]